# 万塔
万塔（芬蘭語：Vantaa）是芬兰南部的城市，与赫尔辛基、埃斯波和考尼艾宁共同组成赫尔辛基都市圈（大赫尔辛基）。人口210,543人（2014年11月30日），是芬兰人口第四多的城市。芬兰最大的机场赫尔辛基-万塔机场坐落于此。赫乌雷卡科学中心亦在此。1972年成为集镇，1974年获得城市资格。

## 人口
万塔为双语市镇，芬兰语和瑞典语同为官方语言。大部分居民（88.6%）的母语为芬兰语，只有3%居民的母语为瑞典语，居民中有8.4%的人的母语为其他语言。很多爱沙尼亚人居住在万塔。
在2011年，万塔的居民数量为203,011人，其中199,236人居住在官方认定的市区内，剩余的居住在乡间区域里。
2016年，59.1%的居民是芬兰福音信义会的成员。
| 年份 | 人口数量 |
| ---- | -------- |
| 1980 | 132,050  |
| 1985 | 143,844  |
| 1990 | 152,263  |
| 1995 | 166,480  |
| 2000 | 178,471  |
| 2005 | 187,281  |
| 2010 | 200,055  |
| 2015 | 211,206  |

## 名人
- 米卡·哈基宁：一級方程式賽車兩屆世界冠軍

## 友好城市
万塔与下列地方结为友好城市关系：
- 德国奥得河畔法兰克福（1987年）
- 瑞典胡丁厄（1951年）
- 中国济南（2001年）
- 丹麦靈比-措拜克（1951年）
- 以色列Matte Yehuda Regional Council（英语：Matte Yehuda Regional Council）（1967年）
- 捷克姆拉達-博萊斯拉夫（1978年）
- 德国拉施塔特县（1968年）
- 匈牙利紹爾戈陶爾揚（1976年）
- 波蘭斯武普斯克（1987年）

## 图集

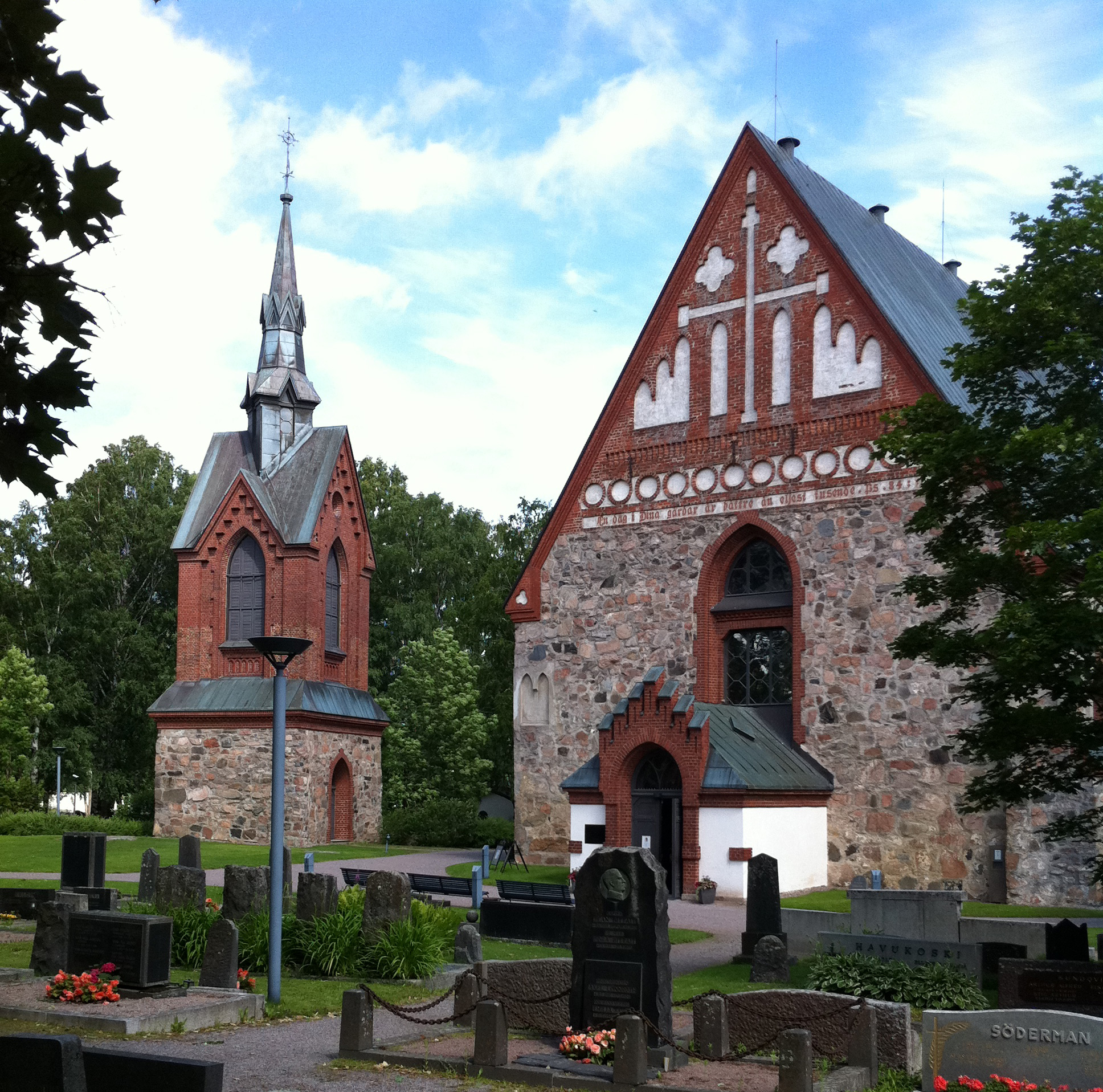
圣劳里教堂（英语：The Church of St. Lawrence, Vantaa），万塔最老的教堂（大概建于1460年）
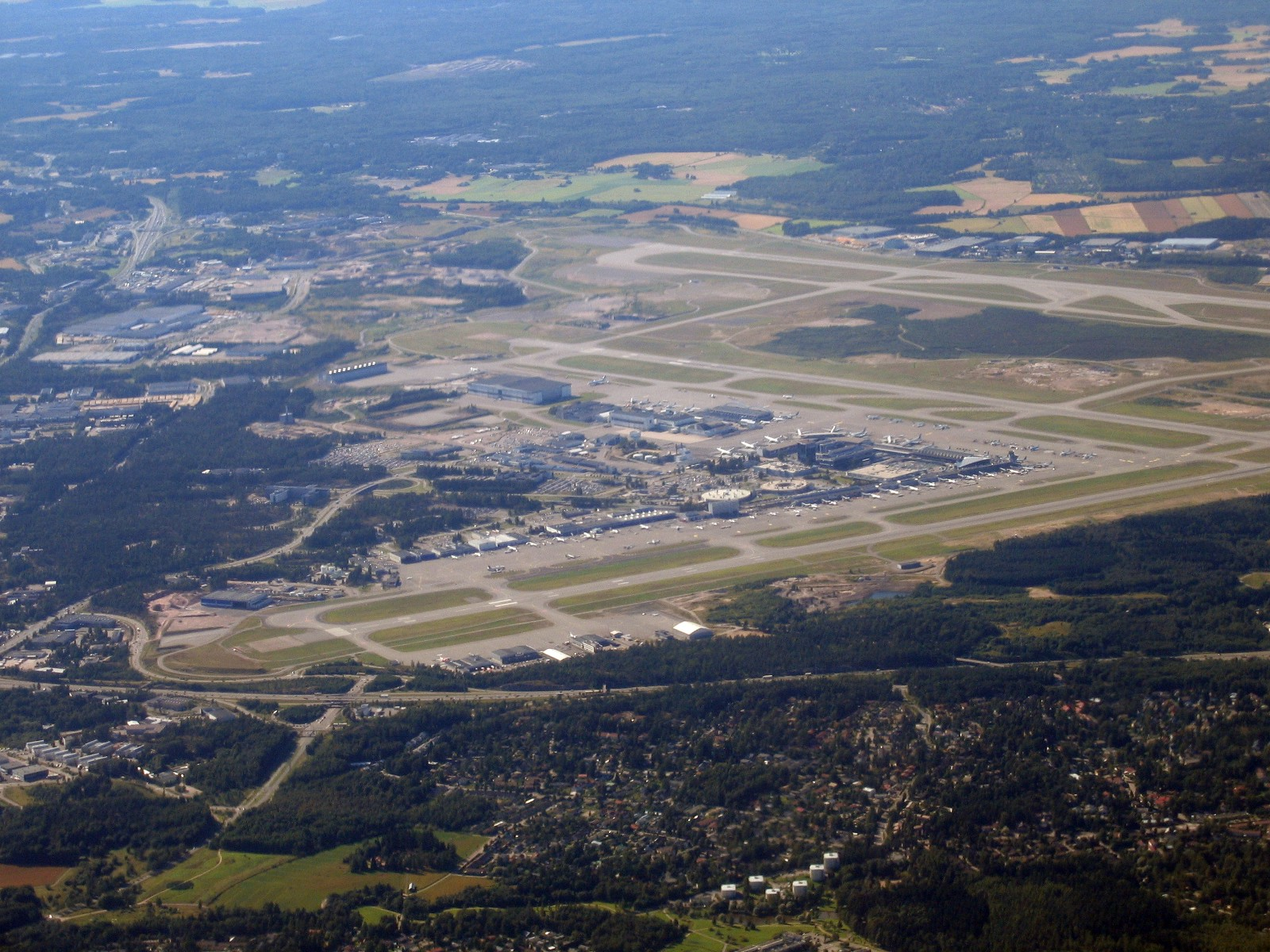
赫尔辛基-万塔机场鸟瞰
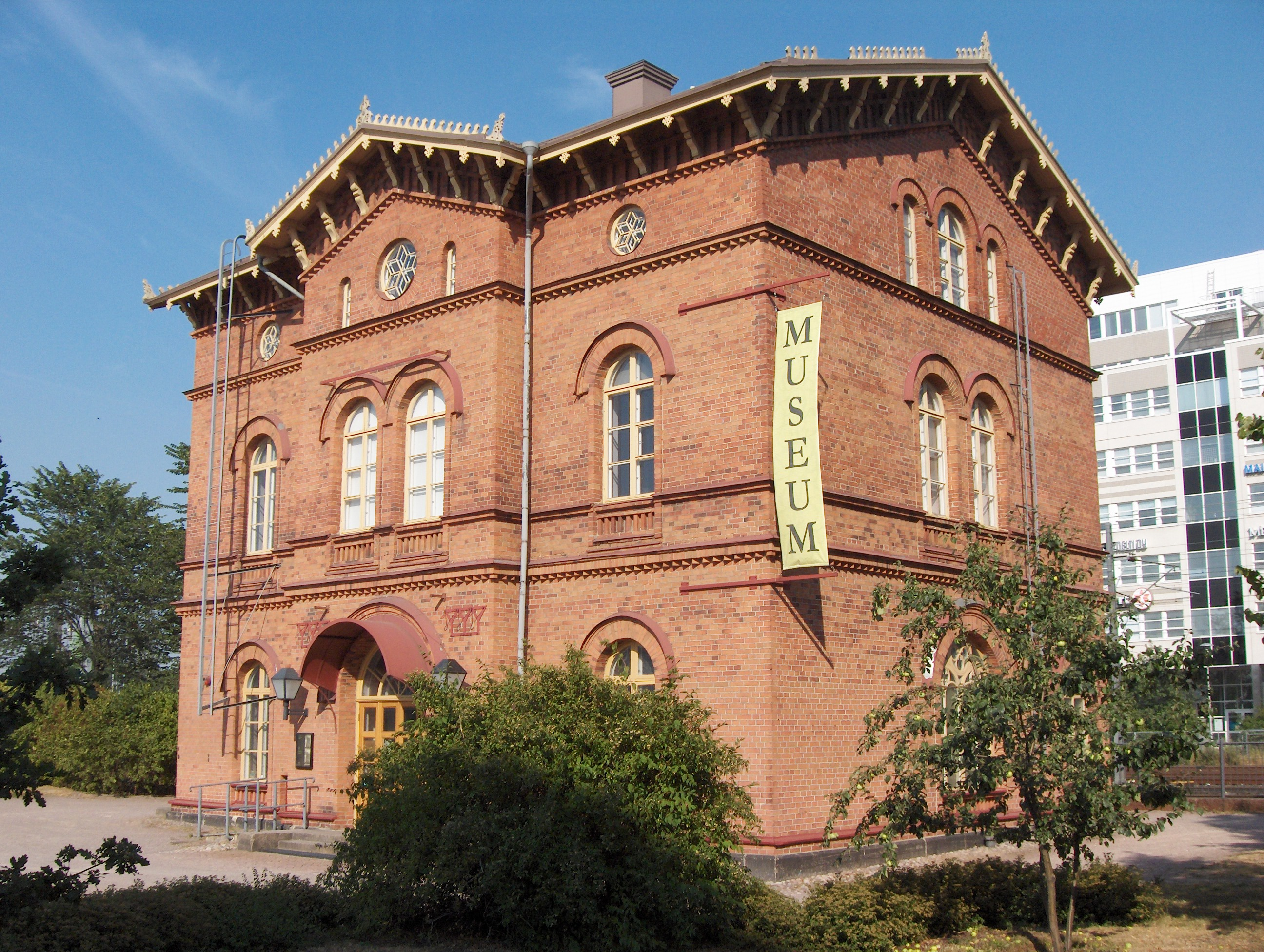
蒂库里拉（Tikkurila）老火车站，现为博物馆
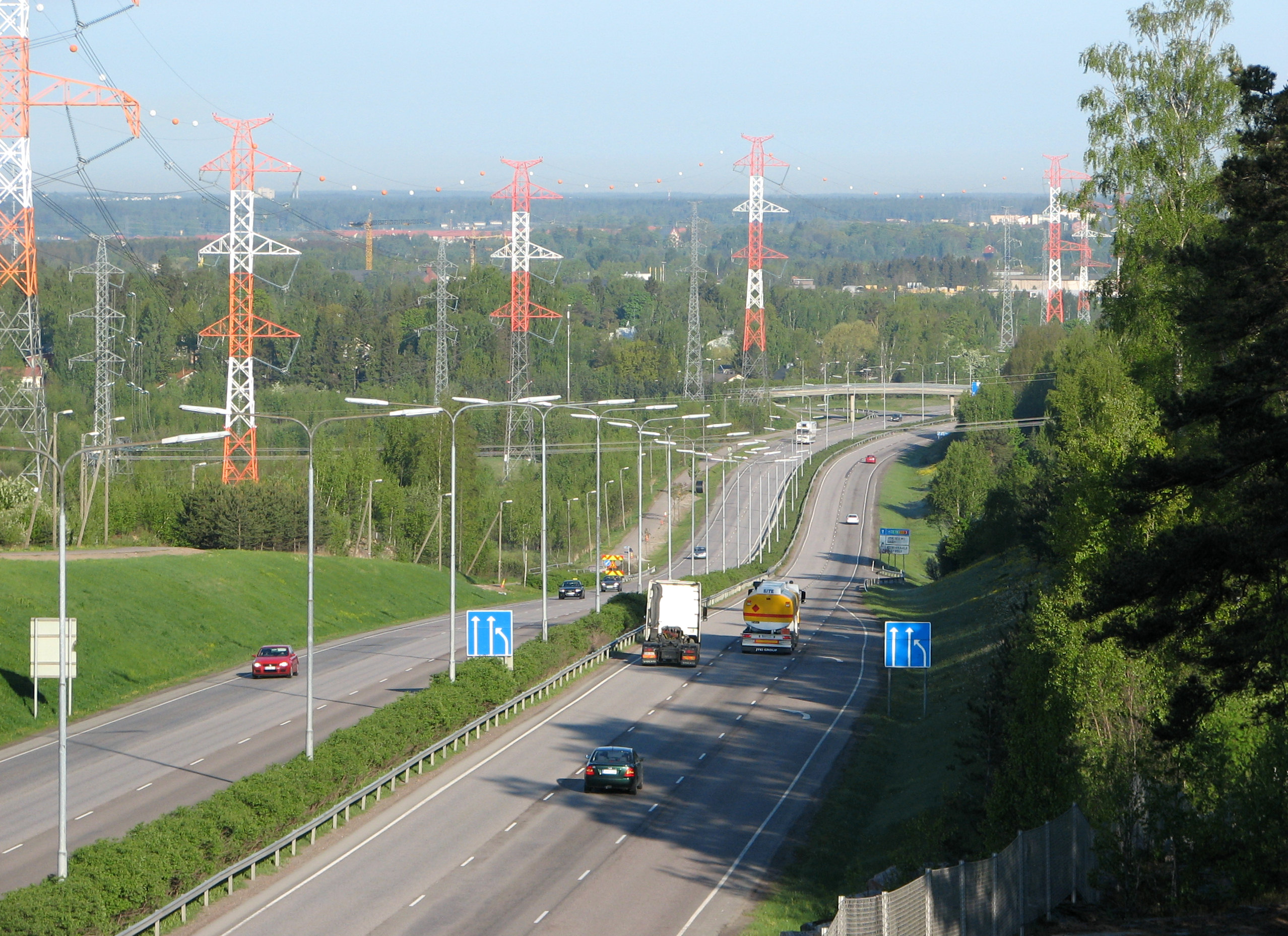
三环（芬兰国道50号，欧洲E18公路）
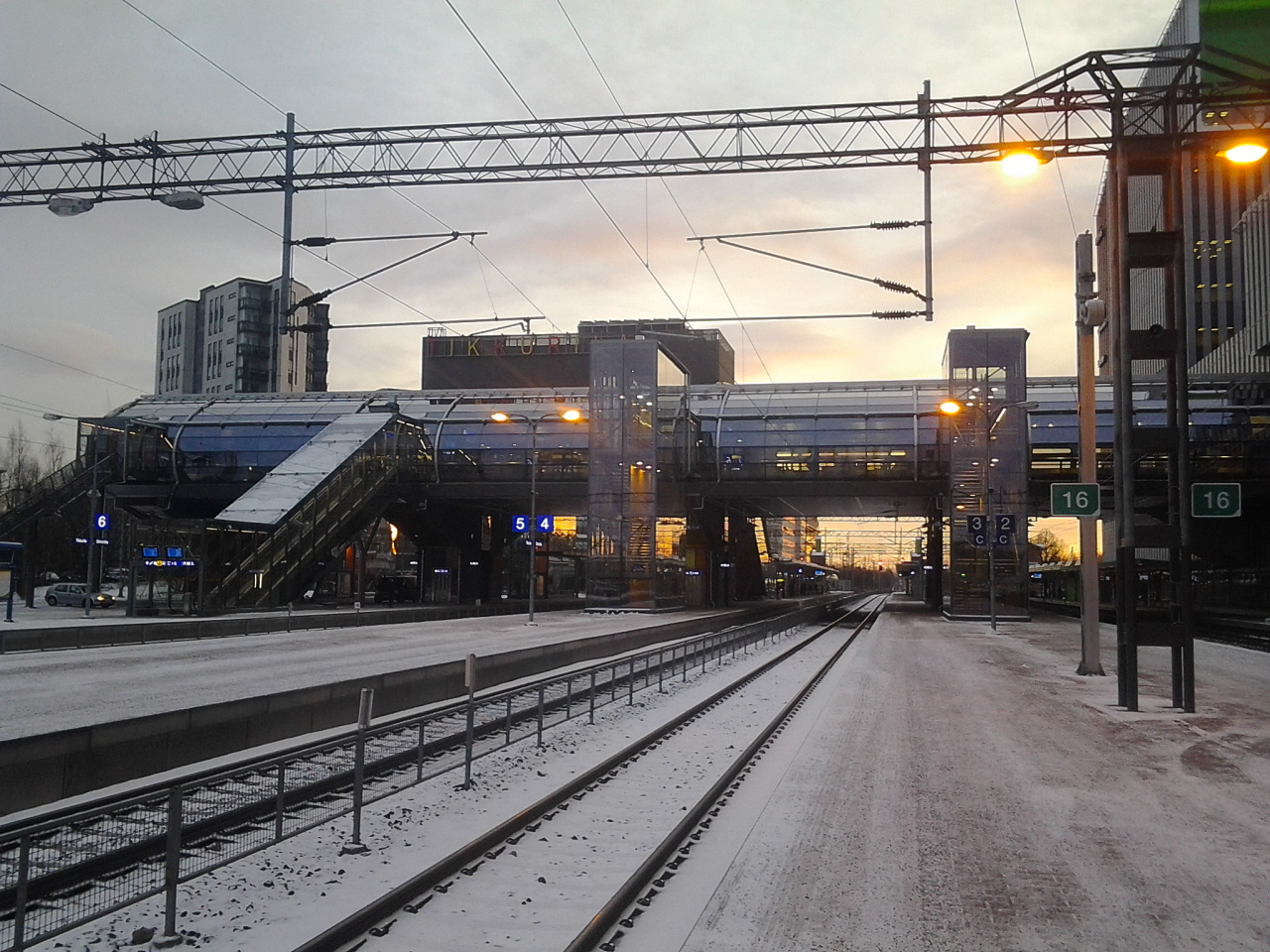
蒂库里拉火车站，摄于2015年
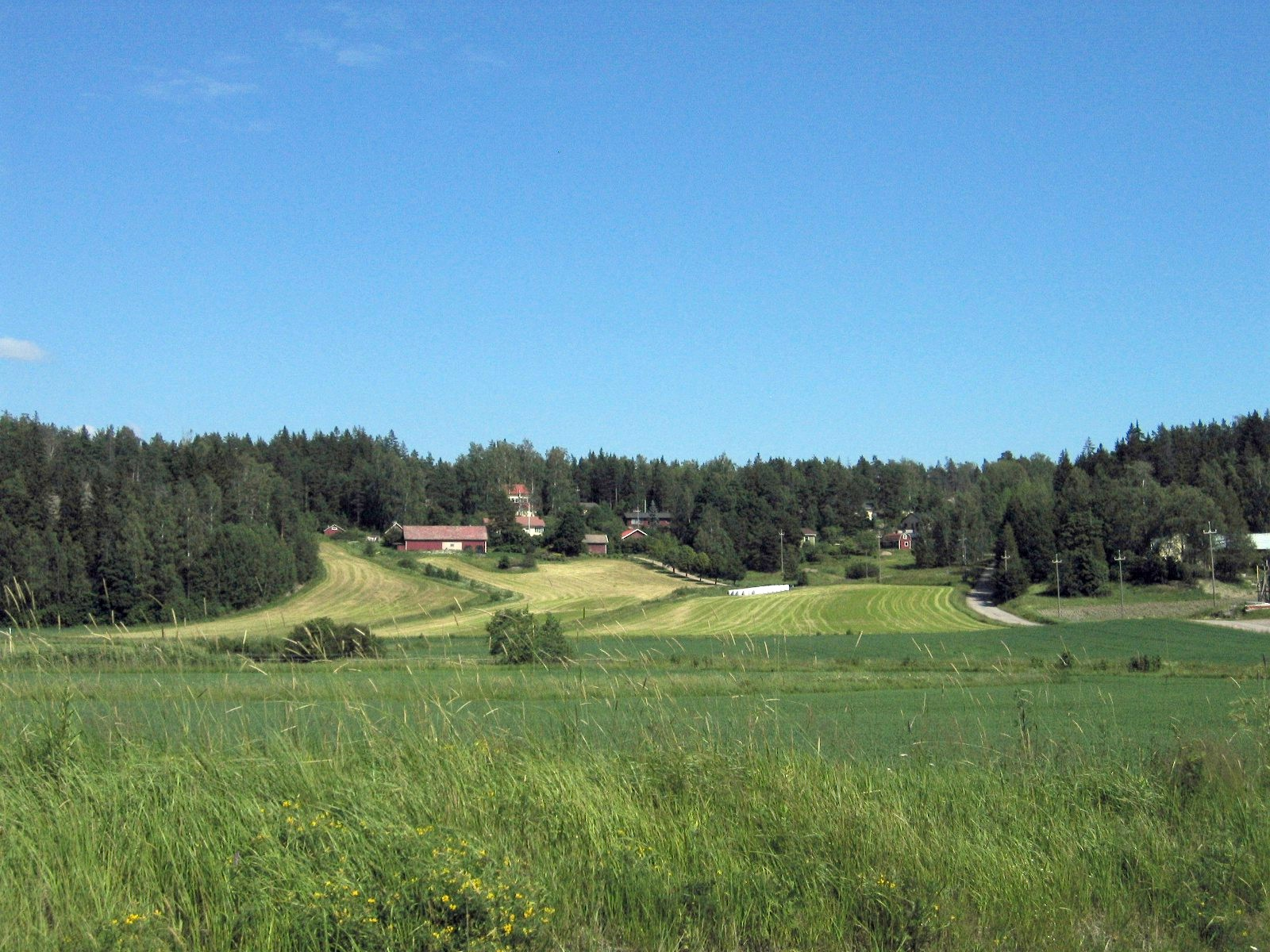
索通基区（Sotunki）的乡村风貌
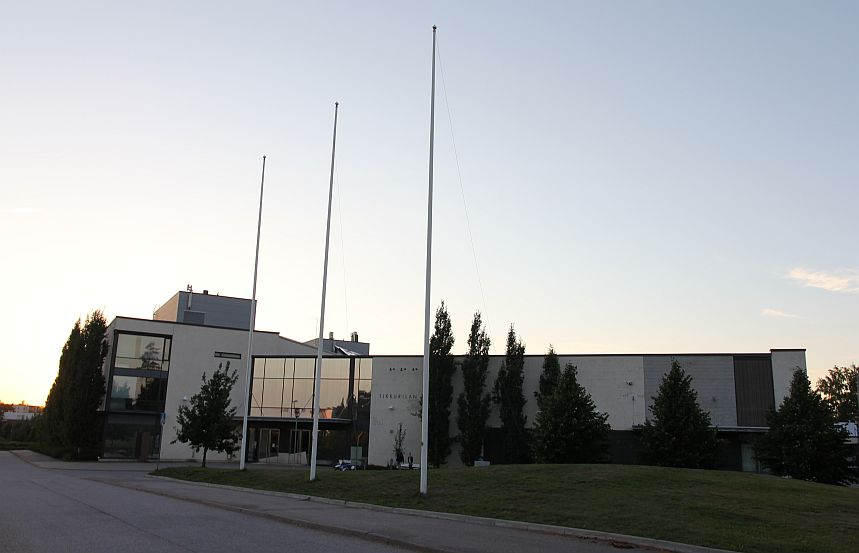
芬兰最大的高中：蒂库里拉高中
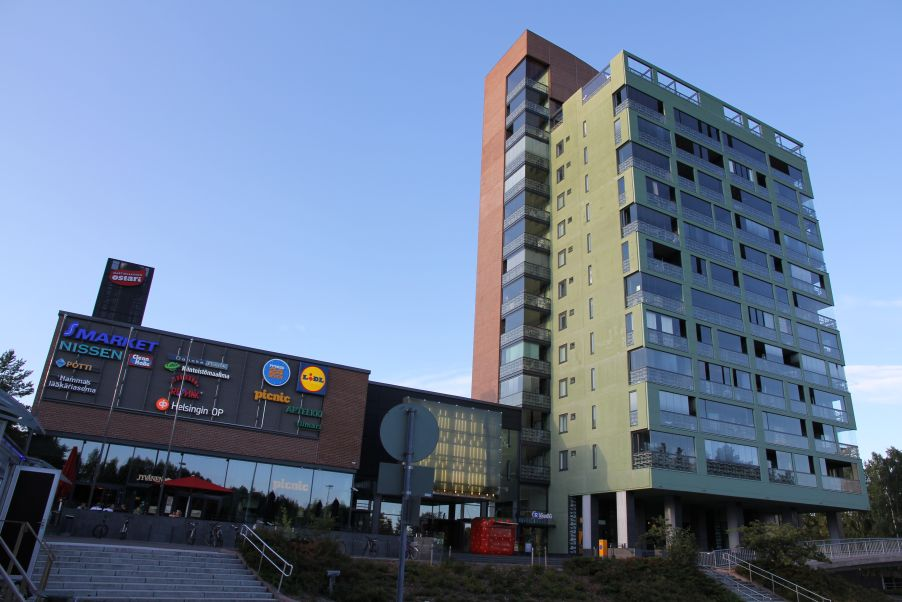
万塔最高的建筑楼（56米高）